# Medoro (nome)
Medoro  è un nome proprio di persona italiano maschile.

## Varianti
- Femminili: Medora[2][3]

## Origine e diffusione

Medoro e Angelica dipinti da Sebastiano Ricci

È un nome di matrice letteraria, usato da Ludovico Ariosto per il personaggio di Medoro nell'Orlando furioso (un giovane soldato saraceno per la cui salvezza si sacrifica l'amico Cloridano e di cui si innamora la bella Angelica, provocando la pazzia di Orlando). Sebbene vengano talvolta proposte origini germaniche o greche, probabilmente il nome venne completamente inventato dall'autore.
La diffusione in Italia è molto scarsa, limitata ad alcune zone della Toscana e dell'Emilia-Romagna.

## Onomastico
Il nome è adespota, non essendoci santi così chiamati. L'onomastico si festeggia il 1º novembre per la festa di Ognissanti.

## Persone
- Medoro Coghetto, religioso, pittore e musicista italiano
- Medoro Savini, giornalista, politico e pubblicista italiano

## Il nome nelle arti
- Medoro è il nome con cui inizialmente veniva chiamato Pippo, lo strampalato personaggio dei fumetti grande amico di Topolino.
- Medoro è il personaggio del Can-barbone che nel capitolo 16 del Pinocchio di Collodi, vestito da cocchiere e su incarico della Fata Turchina, porta in salvo Pinocchio, appena scampato dall'impiccagione.